# Hisao Kami
Hisao Kami (født 28. juni 1941) er en japansk fodboldspiller.

## Japans fodboldlandshold
| Japans landshold | Japans landshold | Japans landshold |
| År               | Kmp              | Mål              |
| ---------------- | ---------------- | ---------------- |
| 1964             | 1                | 0                |
| 1965             | 3                | 0                |
| 1966             | 5                | 0                |
| 1967             | 4                | 0                |
| 1968             | 2                | 0                |
| Total            | 15               | 0                |